# Rudná (Boemia centrale)
Rudná è una città della Repubblica Ceca facente parte del distretto di Praha-západ, in Boemia Centrale.